# 앨버트 브룩스
앨버트 브룩스(Albert Brooks, 1947년 7월 22일 ~ )는 미국의 배우, 희극인이다.

## 출연 작품
- 마이펫의 이중생활
- 도리를 찾아서
- 컨커션
- 어린 왕자
- 모스트 바이어런트
- 드라이브
- 심슨 가족, 더 무비
- 이슬람 세계에서 코미디 찾기
- 마이 퍼스트 미스터
- 위험한 사돈
- 스카우트
- 조지 클루니의 표적
- 택시 드라이버 - 톰 역